# محوطه مله کاو
محوطه مله کاو مربوط به دوره اشکانیان است و در شهرستان مهران، بخش ملکشاهی، دهستان گچی، ۴۰۰ متری غرب روستای مهر واقع شده و این اثر در تاریخ ۲۲ آبان ۱۳۸۶ با شمارهٔ ثبت ۱۹۹۳۷ به‌عنوان یکی از آثار ملی ایران به ثبت رسیده است.